# Арреола, Хуан Хосе
Хуа́н Хосе́ Аррео́ла Су́ньига (исп. Juan José Arreola Zúñiga; 1918—2001) — мексиканский писатель, классик мексиканской литературы.
Ввёл в литературу Мексики жанр интеллектуальной фантастики, философским проблемам человеческого бытия посвящены сборники рассказов «Разные измышления» (1949), «Конфабуларио» (1952) и др. В этих рассказах действие развёртывается одновременно в мире реальности и в мире фантастики. Единственный роман писателя «Ярмарка» (La feria, 1963) рисует провинциальную жизнь в его родном городе.
С 1937 года проживал в Мехико. Профессор Театральной школы изящных искусств (Escuela Teatral de Bellas Artes, с 1941), Национального автономного университета Мексики (с 1964).
Лауреат многих национальных литературных премий Мексики, включая премию Хуана Рульфо (1992).

## Сочинения
- 1938 — La Parábola del Trueque
- 1941 — Sueño de Navidad (рассказ)
- 1943 — Hizo el bien mientras vivió (рассказ)
- 1949 — Varia invención («Инвенции», сборник, содержащий 18 рассказов, написанных в 1949 году)
- 1952 — Confabulario («Конфабуларий», сборник, содержащий 28 рассказов, написанных в 1949 и 1952 годах)
- 1954 — La hora de todos (пьеса)
- 1958 — Punta de plata (сборник, содержащий 23 рассказа, написанных в 1958 году)
- 1959 — Cantos de mal dolor («Песни злой боли», сборник, содержащий 24 рассказа, написанных в 1959 году)
- 1959 — Prosodia («Просодия», сборник, содержащий 18 рассказов, написанных в 1949 и 1959 годах)
- 1959 — Bestiario («Бестиарий», объединяющий в себе рассказы из трёх сборников «Punta de plata» (1958), «Cantos de mal dolor» (1959), «Prosodia» (1959), а также переводы произведений разных писателей, выполненные Хуаном Арреолой, и оказавших влияние на появление сборника рассказов «Бестиарий»).
- 1962 — Confabulario total (сборник, содержащий рассказы, написанные с 1941 по 1961 год)
- 1963 — La feria («Ярмарка», роман)
- 1971 — Obras de Juan José Arreola
- 1973 — La palabra educación
- 1976 — Inventario (сборник рассказов)
- 1985 — Confabulario personal

## Русские переводы
- Фантастические истории / сост. В. Н. Андреев, А. Ю. Балакин. СПб.: Амфора, 2000. 320 с. (Серия: Личная библиотека Борхеса). ISBN 5-8301-0097-5
- Избранное. СПб.: Изд-во Ивана Лимбаха, 2007. 312 с. ISBN 978-5-89059-110-4